# 구영항
구영항은 경상남도 거제시 장목면 구영리에 있는 어항이다. 2003년 2월 3일 어촌정주어항으로 지정하여 관리하고 있다. 시설관리자는 거제시장이다.

## 어항 연혁
- 거제도의 최북단에 위치하여 성종(成宗) 원년(元年:1470) 거제칠진(巨濟七鎭)의 영등진(永登鎭)을 두었다가 인조(仁祖) 원년(元年:1623) 둔덕면(屯德面) 영등(永登)으로 옮겼으니 구영등(舊永登)으로 구영(舊永)이라 하였다.

## 어항 구역
- 수역: 451,700m2(거제시 장목면 구영리 329-8번지 수역)
- 육역: 미지정

## 어항 시설
- 물양장, 선착장

## 주요 어종
- 대구, 물메기, 아귀, 광어 등